# ФК Јединство Уб
ФК Јединство Уб је српски фудбалски клуб из Уба. Тренутно се такмичи у Првој лиги Србије. 

## Историја
Спада у ред најстаријих и најпознатијих фудбалскиx клубова Србије. Основано давне 28. марта 1939. године, а највеће успехе бележи 1966, 1978, 1981. и 1986. године, када је остваривало пласман у, тада веома јаку Српску лигу, затим у сезонама 2000/01, 2001/02, 2003/04, 2004/05, 2005/06, такмичећи се у друголигашкој конкуренцији СРЈ, односно СЦГ.
У дресу Јединства прве фудбалске кораке учинио је Драган Џајић, својевремено најбоље лево крило света, службено најуспешнији фудбалер Југославије у 20. веку, рекордер по броју наступа за националну селекцију и дугогодишњи директор и председник ФК Црвена звезда, под чијим су вођством Београђани освојили КЕШ и постали светски клупски првак. Ту је поникао и вишеструки државни репрезентативац, љубимац звездиног севера — Душан Савић, као и Ратко Чолић, који је такође био члан националне селекције, играч београдског Партизана, и први репрезентацивац Југославије са Уба после Другог светског рата.
Током двехиљадитих за овај клуб, као млади фудбалери, наступали су Бошко Јанковић, Ненад Ковачевић, Александар Луковић, Душан Баста, Ђорђе Туторић, Драган Мрђа, Дејан Мусовић, Павле Делибашић, Милош Дробњак, Ненад-Пурке Стојановић и Бобан Стојановић, Марко Перовић, Саша Вулевић, Немања Матић, Славољуб Ђорђевић, Ненад Милашиновић-Лептир, Душан Керкез и други, постајући касније играчи са интернационалним репрезентативним каријерама.
Међу најуспешније убске фудбалере треба убројати и Војимира Синђића, Милана Кузељевића и Сашу Илића, рођене на Убу, стасале у Јединству, а потврђене у професионалним лигама Европе и Јужне Америке. Међу најуспешнијим је свакако и Радосав Петровић, играч Партизана и члан репрезентације Србије, учесник Светског првенства у Јужној Африци. Петровић је такође рођен на Убу, а основе фудбалске вештине стекао у убском Јединству.
Донедавно су били и рекордери по ефикасности у Српским лигама, када су са 112 голова протутњали Српском лигом Дунав у сезони 2002/03 оборивши многе рекорде, а први и једини пораз доживели тек у 32. колу од Рудара у Костолцу.
У сезони 2021/22., Јединство је освојило високо 3. место у Српској лиги Запад. Жаркова је на крају сезоне 2021/22. напустило Прву лигу Србије услед финансијских проблема. Место београдског клуба заузело је Јединство из Уба, које је добило специјалну позивницу.

## Стадион
Стадион је саграђен 1976. године. Поседује две трибине које носе назив по бившим фудбалерима Црвене звезде и Партизана, Душану Савићу и Радосаву Петровићу. Западна трибина стадиона је покривена и поседује столице, док источна нема столице и није покривена. Капацитет стадиона је 4.000 места.
Стадион је 2017. године реконструисан и добио је назив Драган Џајић, по бившем репрезентативцу Југославије и Црвене звезде који је прве фудбалске кораке направио у Јединству. Један од најзаслужнијих за реновирање стадиона, био је српски репрезентативац и Убљанин, Немања Матић.

## Новији резултати
| Сезона   | Ранг | Лига              | Позиција | ИГ  | Д  | Н  | П  | ГД | ГП | ГР  | Бод | Куп                  |
| -------- | ---- | ----------------- | -------- | --- | -- | -- | -- | -- | -- | --- | --- | -------------------- |
| 2013/14. | 4    | Зона Дрина        | 2.       | 30  | 19 | 5  | 6  | 62 | 24 | +38 | 62  | Није се квалификовао |
| 2014/15. | 3    | Српска лига Запад | 4.       | 30  | 11 | 13 | 6  | 32 | 22 | +10 | 46  | Није се квалификовао |
| 2015/16. | 3    | Српска лига Запад | 13.      | 30  | 8  | 12 | 10 | 26 | 32 | -6  | 36  | Није се квалификовао |
| 2016/17. | 4    | Зона Дрина        | 2.       | 30  | 22 | 5  | 3  | 53 | 13 | +40 | 71  | Није се квалификовао |
| 2017/18. | 3    | Српска лига Запад | 4.       | 34  | 18 | 6  | 10 | 41 | 25 | +16 | 60  | Није се квалификовао |
| 2018/19. | 3    | Српска лига Запад | 3.       | 30  | 16 | 6  | 8  | 46 | 21 | +25 | 54  | Није се квалификовао |
| 2019/20. | 3    | Српска лига Запад | 4.       | 191 | 11 | 2  | 6  | 24 | 17 | +7  | 35  | Није се квалификовао |
| 2020/21. | 3    | Српска лига Запад | 2.       | 34  | 21 | 5  | 8  | 59 | 29 | +30 | 68  | Није се квалификовао |
| 2021/22. | 3    | Српска лига Запад | 3.       | 30  | 16 | 8  | 6  | 44 | 19 | +25 | 56  | Није се квалификовао |
| 2022/23. | 2    | Прва лига Србије  | 6.       | 37  | 14 | 11 | 12 | 45 | 38 | +7  | 53  | Није се квалификовао |
| 2023/24. | 2    | Прва лига Србије  | 2.       | 37  | 20 | 7  | 10 | 51 | 39 | +12 | 67  | Шеснаестина финала   |
| 2024/25. | 1    | Суперлига Србије  | 16.      | 37  | 7  | 4  | 26 | 32 | 73 | -41 | 25  | Шеснаестина финала   |
| 2025/26. | 2    | Прва лига Србије  | —        | —   | —  | —  | —  | —  | —  | —   | —   | —                    |

- 1  Сезона прекинута након 19 кола због пандемије ковида 19.